# Wojska Specjalne
Wojska Specjalne (in italiano: Forze Speciali della Polonia) è una delle cinque componenti delle Siły Zbrojne Rzeczypospolitej Polskiej.

## Struttura
Le unità militari delle Wojska Specjalne sono:
- Dowództwo Wojsk Specjalnych (Comando delle Forze Speciali)
  - Jednostka Wojskowa Agat (Unità militare Agat con funzione diversiva attaccante l'avversario)
  - Jednostka Wojskowa Formoza (Unità militare Formoza dei sommozzatori - usa i gradi della marina)
  - Jednostka Wojskowa GROM (Unità militare Grom - unità dei commando)
  - Jednostka Wojskowa Komandosów (Unità militare dei Commando)
  - Jednostka Wojskowa Nil (Unità militare Nil con funzione di logistica e intelligence)
  - 7 Eskadra Działań Specjalnych (7ª Squadriglia per le Azioni Speciali appartenente all'Aviazione però sotto il comando delle Forze Speciali per il trasporto e il supporto di fuoco).